# Lord Howe (wyspa)
Lord Howe (ang. Lord Howe Island) – niewielka wyspa wulkaniczna na Morzu Tasmana (Ocean Spokojny), położona około 600 km na wschód od Australii, należy do stanu Nowa Południowa Walia jako terytorium o specjalnym statusie niebędące jednostką administracyjną (status wyspy określony został w ustawie Lord Howe Island Act przyjętej przez parlament Nowej Południowej Walii w 1959). Powierzchnia 14,55 km², najwyższy punkt to Mount Gower – 875 m n.p.m.

## Geografia
Lord Howe leży około 760 km na północny wschód od Sydney (Britannica podaje 700 km). Jest wynurzonym elementem oceanicznego wyniesienia Lord Howe, na mikrokontynencie Zelandia. Według danych rządowych Australii powierzchnia wyspy wynosi 14,55 km², z czego tylko 3,98 km² przypada na obszary nizinne; inne źródła podają odmienne dane, jak 16,34 km² (BirdLife International) czy 17 km² (Britannica). Wyspa ma 11 km długości i 0,3–2 km szerokości. Możliwe, że wyspa jest pozostałością dużego wulkanu. Ma urozmaicony krajobraz, znajdują się w nim góry, doliny, wzgórza, obszary nizinne i nadmorskie klify (na północy wyspy dochodzą do 200 m wysokości). Dwa główne szczyty wyspy to  Mounts Gower (875 m n.p.m.) i Lidgbird (777 m n.p.m.); oddziela je dolina Erskine Vally. Oprócz nich można wyróżnić także  Intermediate Hill (250 m n.p.m.). Na jednej z map z 2009 występują jedynie dwa strumienie: Erskine Creek i Soldiers Creek.
Lord Howe leży na podobnej szerokości geograficznej co Port Macquarie (Nowa Południowa Walia) i cechuje się zbliżonym klimatem. Zimą temperatury osiągają tu średnio 13–18 °C. W części nizinnej suma opadów wynosi 1650 mm, większość opadów przypada na zimę.

## Ludność i gospodarka
Wyspa została odkryta w 1788 roku. Nazwa wyspy upamiętnia Richarda Howe. Pierwsi Europejczycy zaczęli się osiedlać na Lord Howe dopiero w 1834; nie ma dowodów, by wyspa była wcześniej zamieszkiwana. W 2006 wyspę zamieszkiwało 347 osób, w 2011 – 360, w 2015 – 401. Średnia wieku mieszkańców w 2015 wynosiła 43,4 (dla porównania, w Australii było to wówczas 37,4). Część z tych ludzi wywodzi się od pierwszych osadników, część zamieszkuje wyspę w związku ze swoją pracą. Na wyspie znajduje się pas startowy dla samolotów, występują codzienne (lub prawie codzienne) połączenia z Sydney i Brisbane. Mieszkańcy wyspy utrzymują się głównie z turystyki; wyspę rocznie odwiedza blisko 16 tys. turystów; ze względów bezpieczeństwa w jednym czasie na wyspie może ich przebywać maksymalnie 400. Na wyspie znajduje się blisko 1000 budynków. Siedliska ludzkie są skoncentrowane w centrum wyspy i zajmują około 15% jej powierzchni. Mieszkańcy zatrudnieni są głównie w usługach noclegowych i gastronomicznych. W 2016 na wyspie było 225 zarejestrowanych pojazdów. 
Na wyspie obowiązuje zakaz trzymania kotów i świń. Trzymane są tu za to krowy (około 100 w 2009), kury (około 300 w 2009), psy, kozy i konie (bardzo nielicznie, 3 w 2009).

## Roślinność

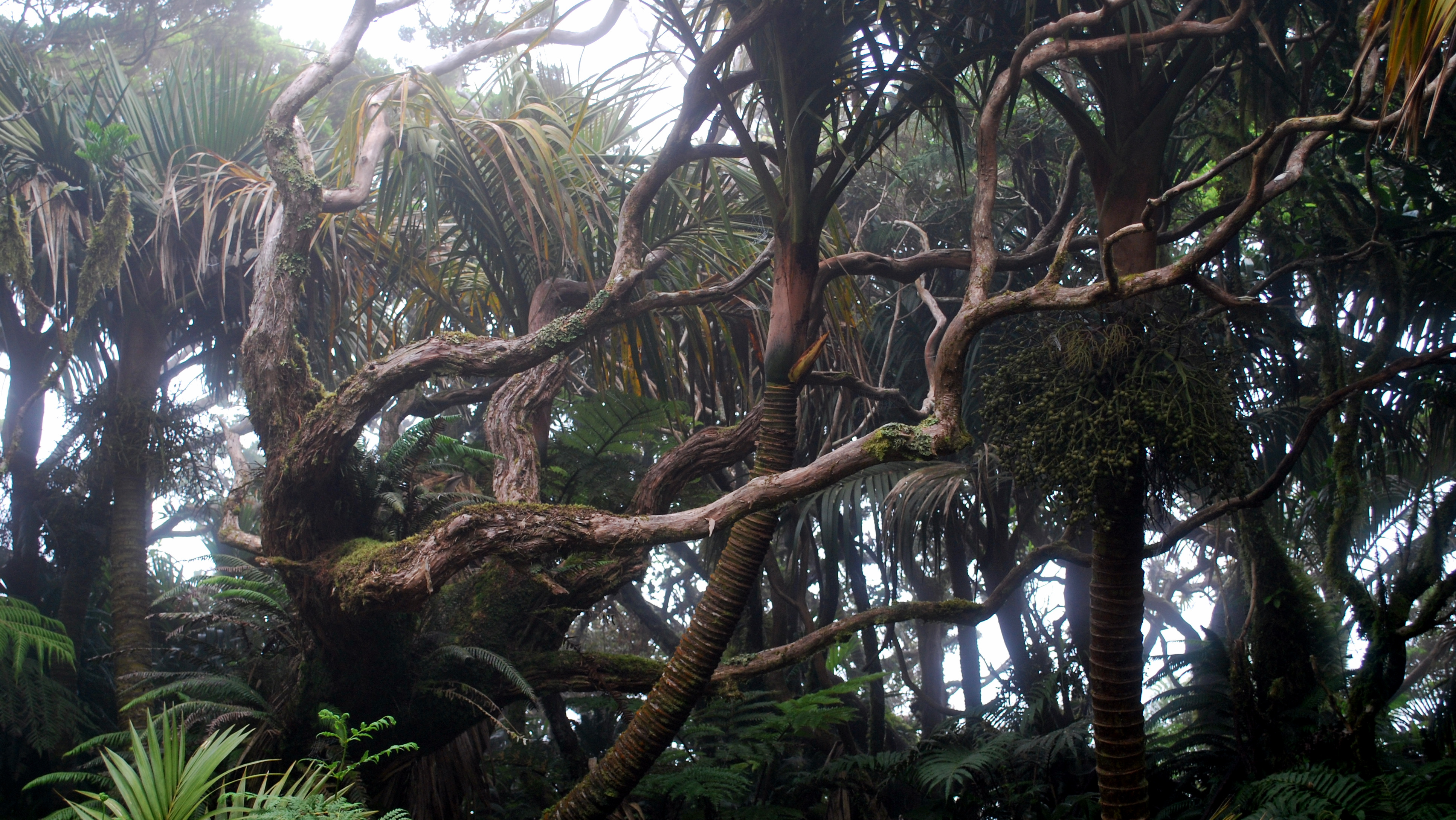
Fragment lasu z południowej części wyspy

Na wyspie odnotowano 241 rdzennych gatunków roślin. Ponad połowę wyspy pokrywają zwarte lasy. W roślinności na wyspie można wyróżnić lasy deszczowe zdominowane przez palmę Howea forsteriana (54% wszystkich lasów), lasy mgliste (odmiana zwana Gnarled Mossy Cloud Forest; 2% lasów), zakrzewienia, lasy rosnące na mokradłach, namorzyny, porastające wybrzeża i klify zakrzewienia, roślinność typową dla wybrzeży i plaż oraz skaliste wysepki. Występuje tu ponad 70 endemicznych gatunków roślin (inne źródło podaje 113). Około 13% powierzchni wyspy zostało poddanych wycince.

## Fauna
Ze względu na dużą odległość od kontynentu na Lord Howe nie występują duże kręgowce. W momencie odkrycia jedynymi lądowymi kręgowcami wyspy z wyjątkiem ptaków były dwa gatunki jaszczurek (jeden scynk i gekon Christinus guentheri) i jeden gatunek nietoperza. Na stronie UNESCO jako gatunki szczególnie warte uwagi wymienione są dwa: nielotny wodnik brunatny (Hypotaenidia sylvestris), endemit Lord Howe, oraz Dryococelus australis – straszyk uznany za wymarłego do swojego ponownego odkrycia na Piramidzie Balla. Na wyspie znajdują się duże kolonie ptaków morskich. Jest to główna ostoja rozrodu dla petreli brunatnych (Pterodroma solandri), ponadto licznie występują tu faetony czerwonosterne (Phaethon rubricauda; jedna z największych kolonii na świecie). 

Flaga Lord Howe

Wokół wyspy występuje 90 gatunków koralowców, w których schronienie znajdują ryby z blisko 500 gatunków. Z bezkręgowców można na Lord Howe napotkać między innymi na 50 gatunków ślimaków (w tym Gudeoconcha sophiae) i ponad 100 gatunków pająków, w większości nierzucających się w oczy; do bardziej okazałych należą przedstawiciele rodzaju Nephila. Odnotowano tu ogółem 1600 gatunków bezkręgowców.

### Awifauna
Od 2008 roku BirdLife International uznaje wyspę za ostoję ptaków IBA. Wymienia 6 gatunków, których występowanie zaważyło na tej decyzji. Jedynym gatunkiem lądowym jest wspomniany już zagrożony wodnik brunatny, poza tym są to ptaki morskie: faeton czerwonosterny, burzyk mały (Puffinus assimilis), petrel brunatny, burzyki: klinosterny (Ardenna pacifica) i bladodzioby (A. carneipes) oraz rybołówka polinezyjska (Procelsterna cerulea). Ogółem na wyspie występuje 20 gatunków osiadłych ptaków lądowych, 14 gatunków ptaków morskich i 17 regularnie odwiedzających wyspę; ponadto odnotowano zabłąkane ptaki ze 120 gatunków.
Część gatunków wymarła. Dwa endemiczne ptaki, modrzyk mały (Porphyrio albus) i podgatunek gołębia białogardłego (Columba vitiensis godmanae) zostały wytępione przez żeglarzy, którzy traktowali je jako jedzenie, około 1833. Hindwood wzmiankuje: 

Za wymarcie [wspomnianych wcześniej gatunków] nie odpowiada jedna przyczyna, ale jest oczywiste, że to człowiek jest odpowiedzialny, czasem niebezpośrednio, za każdy z przypadków destrukcji. Rzeź ptaków nadeszła, zdaje się, krótko po tym, jak odkryto wyspę. Perspektywa gastronomicznej orgii i oddawanie się rzadkiemu sportowi – przetrącaniu niewinnych ptaków patykami – musiała zachęcać właścicieli wielu statków do zatrzymania się na wyspie

Ponadto odnotował, że Arthur Bowes (chirurg z okrętu Lady Penrhyn) dostarczył dość żywego opisu sytuacji ptaków na wyspie. Były pozbawione strachu (zjawisko to nazywa się w języku angielskim island tameness) – chodziły bez obaw dookoła osadników i bez problemu dawały się zabijać patykami – raz uderzone, czy to bezpośrednio czy rzuconym patykiem, przebiegały jedynie kilka metrów i zachowywały się, jak gdyby nic im się nie stało. Siedzące na nisko osadzonych gałęziach gołębie dawały ponoć łapać się w ręce.

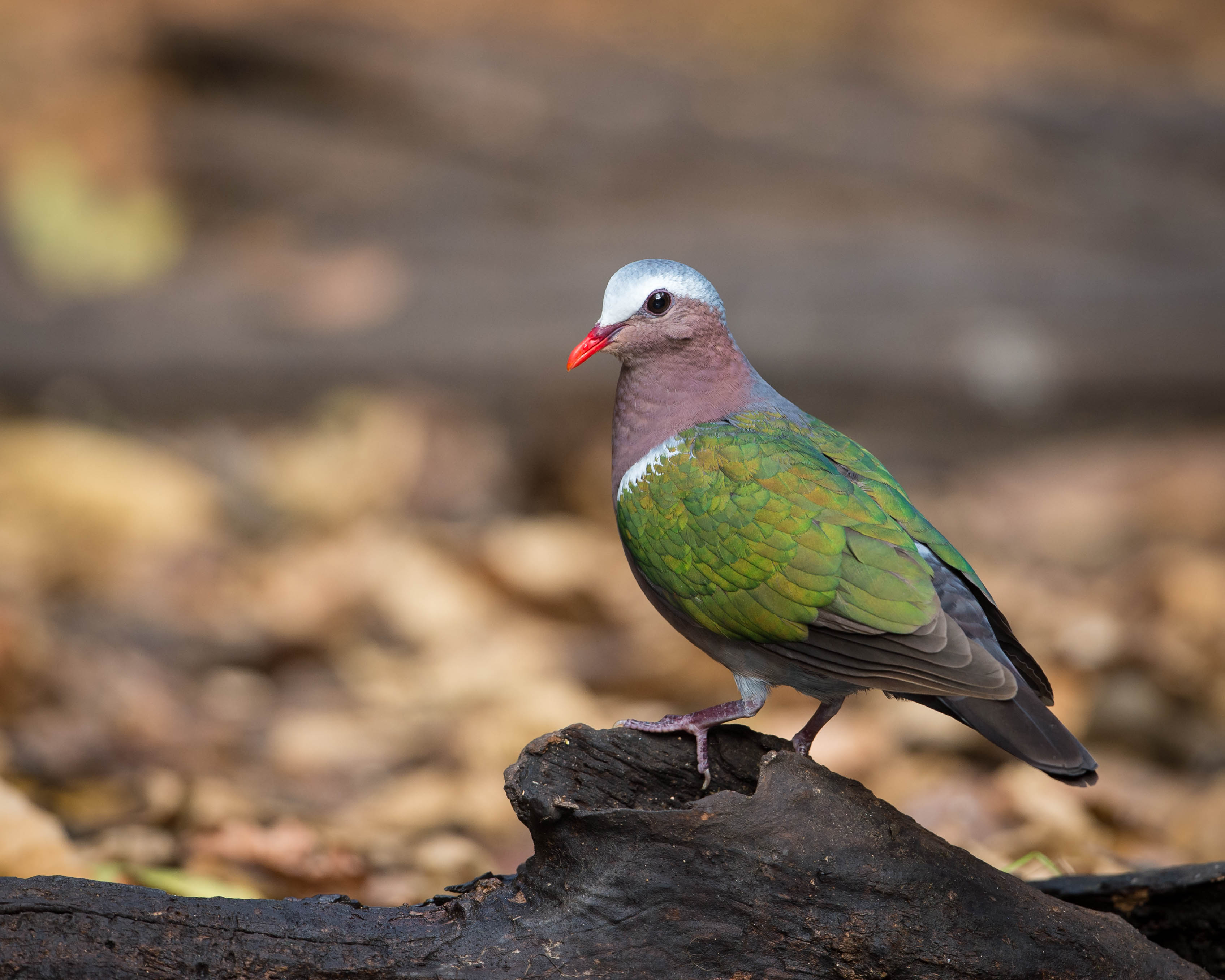
Miedzianka szmaragdowa (Chalcophaps indica) – jeden z gatunków, który przetrwał rozprzestrzenianie się na wyspie szczurów śniadych

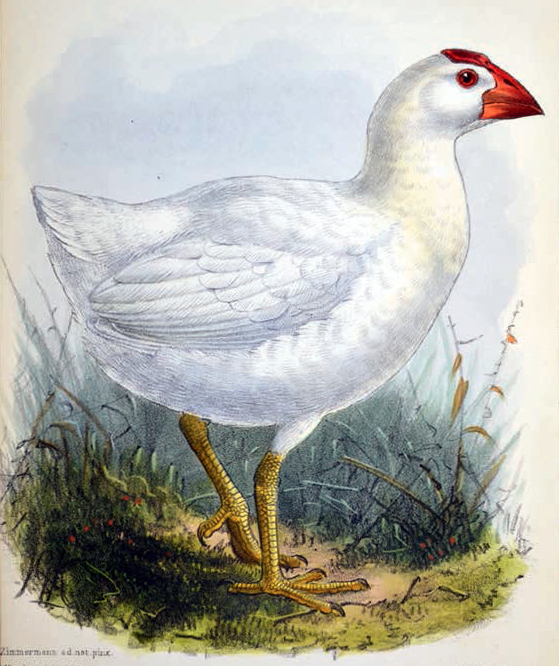
Modrzyk mały (Porphyrio albus), odnotowany na wyspie po raz ostatni w 1790, uznany za wymarłego

Modrolotki pustelnicze (podgatunek czerwonoczelnej, Cyanoramphus novaezelandiae subflavescens) wymarły wskutek nadmiernego odstrzału, niszczyły bowiem uprawy; ostatni raz widziano je w latach 60. XIX wieku. Największą katastrofą dla rodzimej awifauny okazały się być szczury, które dostały się na wyspę w 1918; wskutek tego wymarło 5 gatunków ptaków. Najnowszym  wymarłym ptakiem Lord Howe jest sowica wyspowa (podgatunek ciemnolicej, Ninox novaeseelandiae albaria), słyszana po raz ostatni w latach 50. XX wieku. Niektóre ptaki lądowe przeżyły nadejście szczurów – miedzianka szmaragdowa (Chalcophaps indica), łowczyk czczony (Todiramphus sanctus), wodnik białobrewy (Gallirallus philippensis), wodnik brunatny, szlarnik południowy (Zosterops lateralis tephropleurus) oraz dwa endemiczne dla wyspy podgatunki – kurawongi czarnej (Strepera graculina crissalis) i fletówki żółtobrzuchej (Pachycephala pectoralis contempta).

## Ochrona
Od 1982 Wyspy Lorda Howe figurują na liście światowego dziedzictwa UNESCO. Wpis ten obejmuje wyspę Lord Howe i pobliskie wysepki oraz skały (łącznie jest ich 28), takie jak Piramida Balla, położona 23 km na południe od Lord Howe czy  Admiralty Islands (1 km na północ od Lord Howe). 75% Lord Howe jest chronione przez Lord Howe Permanent Park Preserve o statusie podobnym do parku narodowego. Obejmuje obszary położone do 12 mil morskich od wyspy. Obszary leżące do 3 mil morskich od wyspy zajmują 460 km². Kluczowymi zagrożeniami dla przyrody Lord Howe jest rybołówstwo, turystyka, gatunki inwazyjne i zmiany klimatu. Liczebność ludzi odwiedzających wyspę jest kontrolowana.
Około 1860 na wyspę dostały się myszy (Mus musculus). Zjadały one rodzime owady i rośliny, do tego konkurowały z ptakami o pokarm; ich wpływ na faunę i florę wyspy nie jest do końca jasny. W czerwcu 1918 z wyspą zderzył się SS Makambo; nim naprawiono statek, wydostały się z niego szczury śniade (Rattus rattus). Zaczęły one zjadać nasiona kentii – z których sprzedaży żyła ludność wyspy – oraz ptasie jaja i pisklęta. W niektórych częściach wyspy populacja szczurów jest kontrolowana, prowadzone są działania mające całkowicie wyeliminować je z wyspy. W 2009 opracowano plan rozrzucenia na wyspie 42 ton zatrutej karmy. W społeczności wyspy nie było jednak konsensusu; w maju 2015 48% mieszkańców zagłosowało przeciwko temu pomysłowi. Penny Holloway, dyrektor generalny  Lord Howe Island Board (odpowiednik lokalnego samorządu na wyspie) uważa, że obawy mieszkańców, związane między innymi z potencjalnymi zatruciami ludzi i gleby, są nieuzasadnione. W 42 tonach karmy znajdowałoby się w istocie zaledwie 840 g rodentycydu o nazwie brodifakum; do tego karma miałaby być zrzucana nie bliżej, niż 150 m od siedlisk ludzkich.